# Anyphops
Anyphops är ett släkte av spindlar. Anyphops ingår i familjen Selenopidae.

## Dottertaxa tillAnyphops, i alfabetisk ordning[1]
- Anyphops alticola
- Anyphops amatolae
- Anyphops atomarius
- Anyphops barbertonensis
- Anyphops barnardi
- Anyphops basutus
- Anyphops bechuanicus
- Anyphops benoiti
- Anyphops braunsi
- Anyphops broomi
- Anyphops caledonicus
- Anyphops capensis
- Anyphops civicus
- Anyphops decoratus
- Anyphops dubiosus
- Anyphops dulacen
- Anyphops fitzsimonsi
- Anyphops gilli
- Anyphops helenae
- Anyphops hessei
- Anyphops hewitti
- Anyphops immaculatus
- Anyphops karrooicus
- Anyphops kivuensis
- Anyphops kraussi
- Anyphops lawrencei
- Anyphops leleupi
- Anyphops lesserti
- Anyphops lignicola
- Anyphops lochiel
- Anyphops longipedatus
- Anyphops lucia
- Anyphops lycosiformis
- Anyphops maculosus
- Anyphops marshalli
- Anyphops minor
- Anyphops montanus
- Anyphops mumai
- Anyphops namaquensis
- Anyphops narcissi
- Anyphops natalensis
- Anyphops ngome
- Anyphops parvulus
- Anyphops phallus
- Anyphops pococki
- Anyphops purcelli
- Anyphops regalis
- Anyphops reservatus
- Anyphops rubicundus
- Anyphops schoenlandi
- Anyphops septemspinatus
- Anyphops septentrionalis
- Anyphops sexspinatus
- Anyphops silvicolellus
- Anyphops smithersi
- Anyphops spenceri
- Anyphops sponsae
- Anyphops stauntoni
- Anyphops stridulans
- Anyphops thornei
- Anyphops transvaalicus
- Anyphops tuckeri
- Anyphops tugelanus
- Anyphops whiteae